# Schwebebahn Dresden
| |             |                                         |             |
| Streckenlänge: | 0,2738 km   |                                         |             |
| Stromsystem: | 380 V ~     |                                         |             |
| Maximale Neigung: | 399,0 ‰     |                                         |             |
| Minimaler Radius: | 120 m       |                                         |             |
| Streckengeschwindigkeit: | 9 km/h      |                                         |             |
| Zweigleisigkeit: | durchgehend |                                         |             |
| |             |                                         |             |
| \| \| 0,000 \| Körnerplatz \| 124 m \| \| \| 0,054 \| Veilchenweg \| Veilchenweg \| \| \| 0,274 \| Oberloschwitz (ehemals Rochwitzer Höhe) \| 198 m \| |             |                                         |             |
| Haltepunkt / Haltestelle Anfang Hochstrecke | 0,000       | Körnerplatz                             | 124 m       |
| | 0,054       | Veilchenweg                             | Veilchenweg |
| Haltepunkt / Haltestelle Ende Hochstrecke | 0,274       | Oberloschwitz (ehemals Rochwitzer Höhe) | 198 m       |

Die Schwebebahn Dresden ist eine einschienige Hängebahn in Dresden, welche die Talstation Körnerplatz im Stadtteil Loschwitz mit der Bergstation Oberloschwitz verbindet. Technisch korrekt bezeichnet handelt es sich um eine Hängebahn; die üblicherweise verwendeten Begriffe Schwebebahn, Bergschwebebahn, Seilschwebebahn oder Schwebeseilbahn sind hingegen unzutreffend, weil im Gegensatz zu einer Magnetschwebebahn ein ständiger Kontakt zwischen Fahrweg und Fahrzeug besteht. Das Lexikon der gesamten Technik bezeichnete sie 1914 als erste Berg-Schienenschwebebahn.
Neben der benachbarten Standseilbahn Dresden ist sie eine der beiden Dresdner Bergbahnen. Die führerlose Bahn wird nach der Betriebsordnung für den Bau und Betrieb für Seilbahnen (BOSeil) als Linie SWB beziehungsweise B2 von den Dresdner Verkehrsbetrieben (DVB) betrieben, ist 273,8 Meter lang und überwindet einen Höhenunterschied von 84,2 Metern. Sie wurde am 6. Mai 1901 eröffnet, steht seit 1975 unter Denkmalschutz und wurde 2007 zur Auszeichnung als Historisches Wahrzeichen der Ingenieurbaukunst in Deutschland nominiert.

## Technik
Die durchgehend zweigleisig ausgeführte Anlage ist, wie die zwei Monate ältere Wuppertaler Schwebebahn, nach dem System von Eugen Langen konstruiert. Die beiden pendelnd gelagerten Wagenkästen rollen auf einem speziellen, kastenförmigen Profilträger. Dieser nimmt die einzelne Fahrschiene auf. Im Gegensatz zum Wuppertaler Vorbild stehen die Stützen in Dresden, die bis zu 14 Meter hoch sind, jedoch mittig zwischen den beiden Fahrprofilen und weisen zudem einen bedeutend geringeren Abstand zueinander auf. Ferner fanden in Dresden, statt der dreidimensionalen Rieppel-Träger, einfache Stahlträger Verwendung. Unterhalb dieser befinden sich auch die Führungsrollen des Zugseils. Zum thermischen Ausgleich sind die insgesamt 32 sogenannten Pendeljoche mit den Nummern 1 bis 23 und 25 bis 33 in Grenzen beweglich, während das – von unten gezählt – Joch Nummer 24 die tieferreichende und betonfundamentierte Ankerstütze ist und den Festpunkt der Anlage bildet. Stützmauern und Drainagen bieten weiteren Schutz gegen mögliche Abwärtsbewegungen der Konstruktion.
Im Gegensatz zur Wuppertaler Schwebebahn haben die Dresdner Fahrzeuge keinen eigenen Antrieb, sondern werden ähnlich wie bei einer Standseilbahn durch ein 390 Meter langes Zugseil mit einem Durchmesser von 38 Millimetern bewegt. Dieses wird durch eine in der Bergstation befindliche Fördermaschine angetrieben, wobei auf der Trasse insgesamt 62 Seilführungsrollen verbaut sind. Die Bahn gilt als weltweit einzige Hängebahn, die keine Adhäsionsbahn ist. Ihre durchschnittliche Neigung beträgt 32,18 Prozent, die maximale 39,90 Prozent.

## Geschichte

Humoristische Darstellung aus der Anfangszeit der Bahn

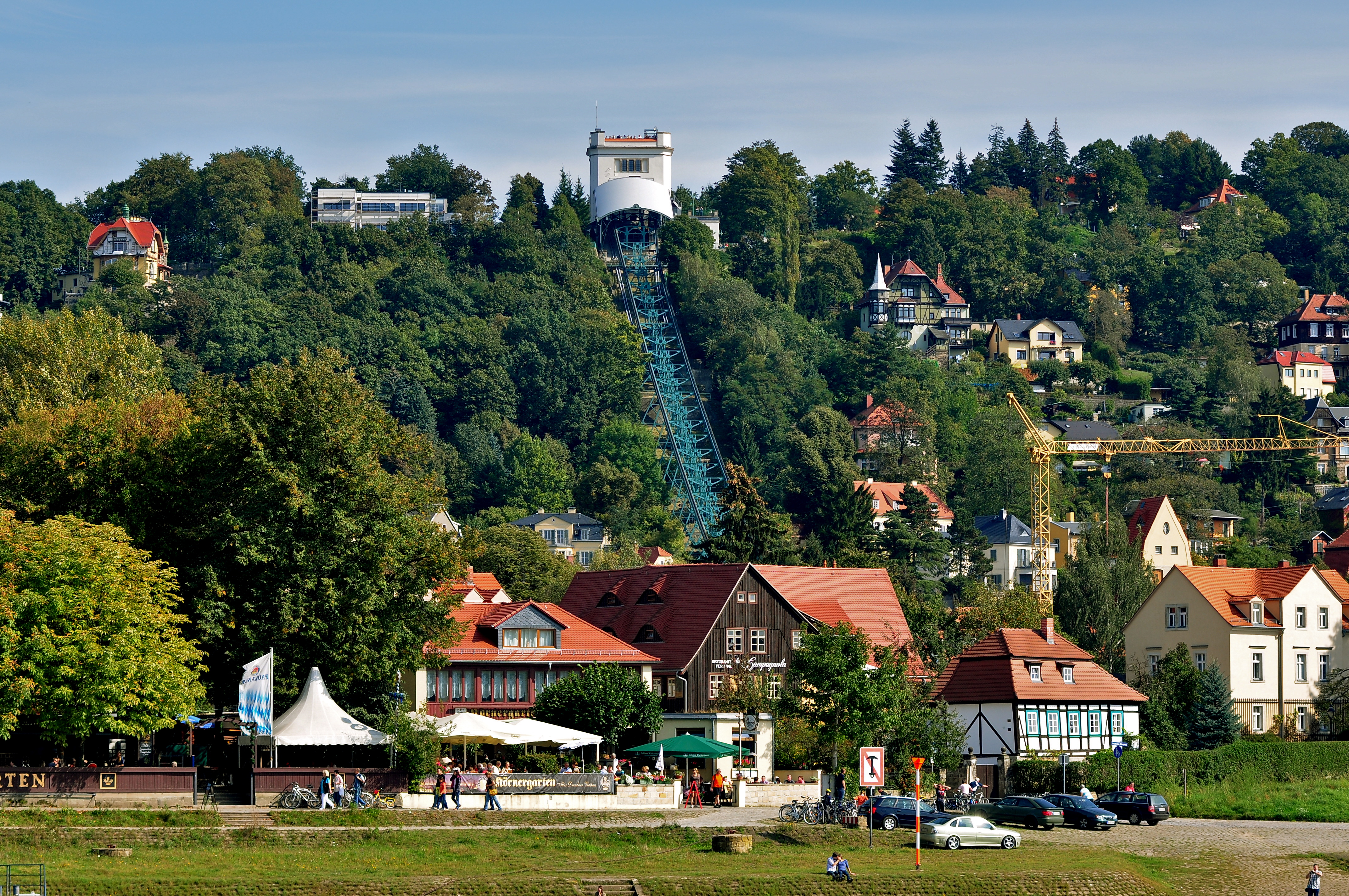
Blick auf die Trasse

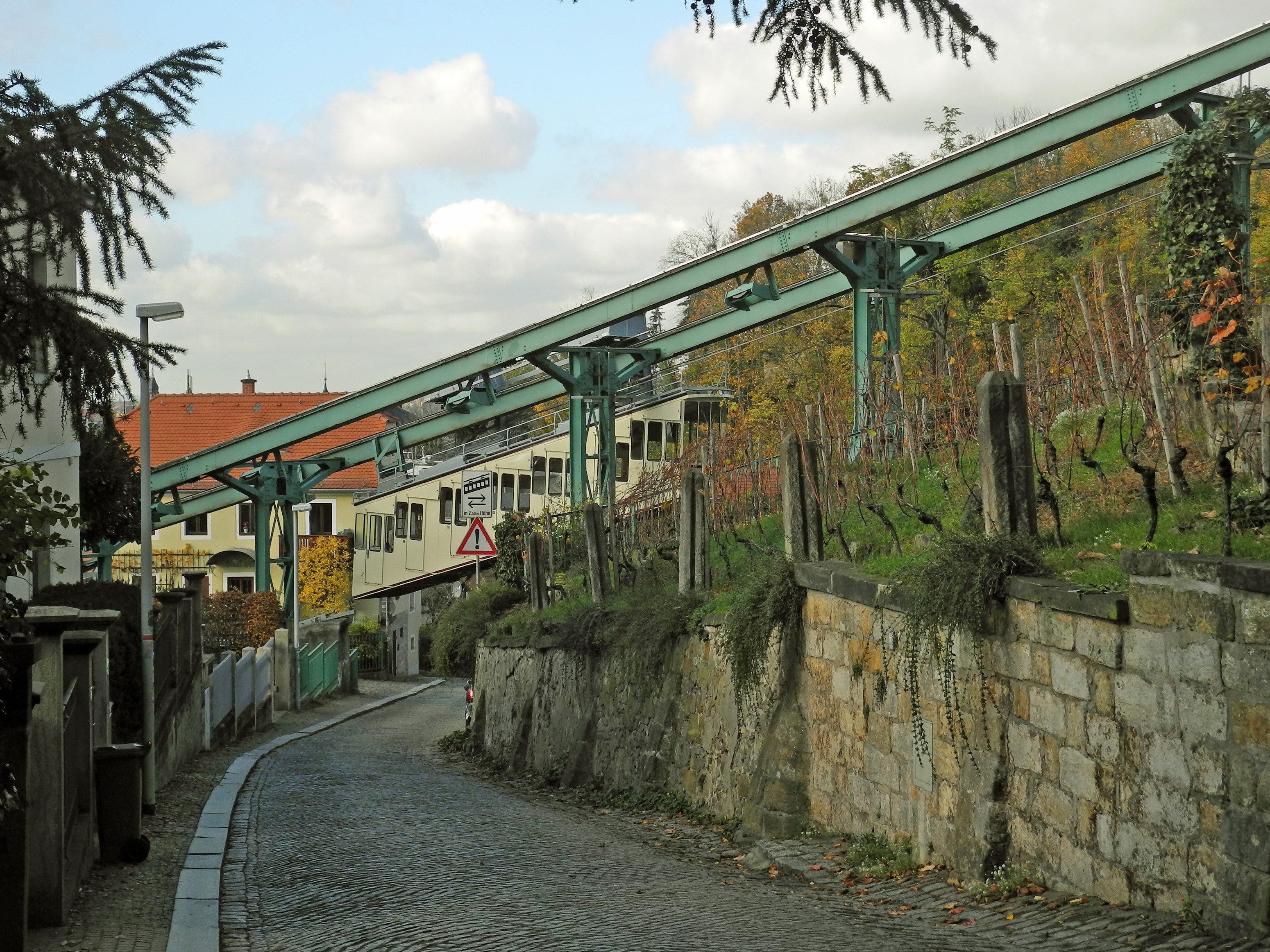
Überquerung des Veilchenwegs

Gegen Ende des 20. Jahrhunderts entstand der Wunsch, die Straßenbahnendstellen Loschwitz, betrieben ab 1895, und Oberloschwitz, betrieben ab 1899, miteinander zu verknüpfen. Jedoch wurde die Verbindung dieser beiden Linien mit einer Adhäsionsbahn oder mit einer Standseilbahn als wirklichkeitsfremd und nicht realisierbar abgelehnt. Angestrengte Überlegungen ließen schließlich ein Projekt reifen, das dem System Eugen Langens ähnelte. Seine Patentschrift und die inzwischen Gestalt annehmende Ausführung in Elberfeld, wo bereits im Frühjahr 1898 mit dem Schwebebahnbau begonnen wurde, gaben hierzu den Ausschlag. Planung und Bau unterstanden, analog zum Wuppertal, ebenfalls der Continentale Gesellschaft für elektrische Unternehmungen mit Sitz in Nürnberg. Am 16. Juli 1898 erteilten die Behörden daraufhin dem späteren Betreiber Elektra AG aus Dresden die Konzession zum Bahnbau in Loschwitz.
Die ersten Bauarbeiten begannen im Herbst 1898. Die Montage des stählernen Traggerüstes erfolgte von der Bergstation aus talwärts. Für die Talstation konnte das eigentlich angedachte Grundstück Pillnitzer Landstraße 3 nicht erworben werden, so dass die – ursprünglich gerade projektierte – Trasse im unteren Bereich einen Bogen von 120 Metern Radius erhalten musste. Die Stützen und die dazwischenliegenden Fahrschienenträger wurden am Boden montiert und dann im Ganzen hochgezogen. Auf den bereits fertiggestellten Fahrschienenträgern lief ein fahrbares Gerüst, das ein Arbeiten im Vorbau ermöglichte. Bauausführende Firma war die Vereinigte Maschinenbau AG aus Nürnberg, heute MAN. Das Unternehmen lieferte auch die Fahrbetriebsmittel, die Maschinenanlagen, der Kessel für den Dampfbetrieb sowie das Zugseil kamen hingegen von der örtlichen Schiffswerft Übigau. Der Transport erfolgte auf Lastkähnen nach Loschwitz und anschließend mit Pferdefuhrwerken zur oberen Station. Der Bau der Schwebebahn bereitete jedoch größere Schwierigkeiten, die letztlich die – ursprünglich für das Jahr 1900 vorgesehene – Inbetriebnahme bis zum 6. Mai 1901 verzögerten. An der feierlichen Eröffnung an jenem Tag nahm auch Prinz Friedrich August von Sachsen teil, der reguläre Fahrplanbetrieb begann am 7. Mai 1901. Die Bergstation hieß dabei ursprünglich Rochwitzer Höhe.
Im Jahr 1909 wurde die Verbunddampfmaschine durch einen Gleichstrommotor ersetzt, am 1. Januar 1912 übernahm die Städtische Straßenbahn zu Dresden die Betriebsführung von der Elektra AG. Seit der Eingemeindung von Loschwitz nach Dresden im Jahr 1921 gehört die Schwebebahn im Dresdner Stadtgebiet, den Zweiten Weltkrieg überstand sie unversehrt. Der Fahrpreis von einem Groschen für eine Berg- oder Talfahrt blieb ab 1931 für viele Jahre konstant, zu Zeiten der Deutschen Demokratischen Republik entrichteten die Fahrgäste den Fahrpreis dabei mittels in den Stationen aufgestellter Zahlboxen.
Vom 18. März 1984 bis zum 31. Mai 1992 war die gesamte Anlage wegen einer grundlegenden Sanierung außer Betrieb; zur Montage der Träger kamen Hubschrauber vom Typ Mi-8 zum Einsatz. Wiederholte umfangreiche Reparaturarbeiten am Traggerüst wurden 2001/2002 vorgenommen, auch erfolgte ein teilweiser Umbau der Bergstation. Unter anderem wurde eine außen liegende Aufzugsanlage eingebaut, die das Dach der Station als Aussichtsplattform zugänglich macht. Im Februar 2013 wurde das inzwischen 104 Jahre alte Großrad des Antriebes ausgetauscht; der Betrieb wurde am 29. März 2013 wieder aufgenommen. Im Jahr 2014 nutzten 300.000 Fahrgäste die Schwebebahn.
Die Schwebebahn führt über eine Anliegerstraße, den Veilchenweg. Aufgrund der kreuzenden Bahn gilt eine Höhenbeschränkung von 2,6 Metern. Mehrmals kam es an dieser Stelle zu Unfällen, zuletzt im Jahr 2014.

## Stationen
Die Talstation hat die Anschrift Pillnitzer Landstraße 5 und ist dem flämischen Renaissancestil vergleichbar. Die Bergstation an der Sierksstraße 2 entspricht dem Baustil der Jahrhundertwende. In letzterer befinden sich eine Werkstatt und der Maschinenraum, mit aufgestellter Fördermaschine, Umlenktrommel, sowie das Fahrpult mit entsprechenden Steuereinrichtungen. Der Strecke zugekehrt befinden sich, der Steigung entsprechend, abgestufte Mittelbahnsteige, mit einfacher Stahlüberdachung.
In beiden Stationen sind Leitschienen zum Auflaufen von Rollen vorhanden. Diese sind unterhalb des Wagenbodens angebracht und gewährleisten einen gleichbleibenden Abstand zwischen Wagenkasten und Bahnsteigkante.

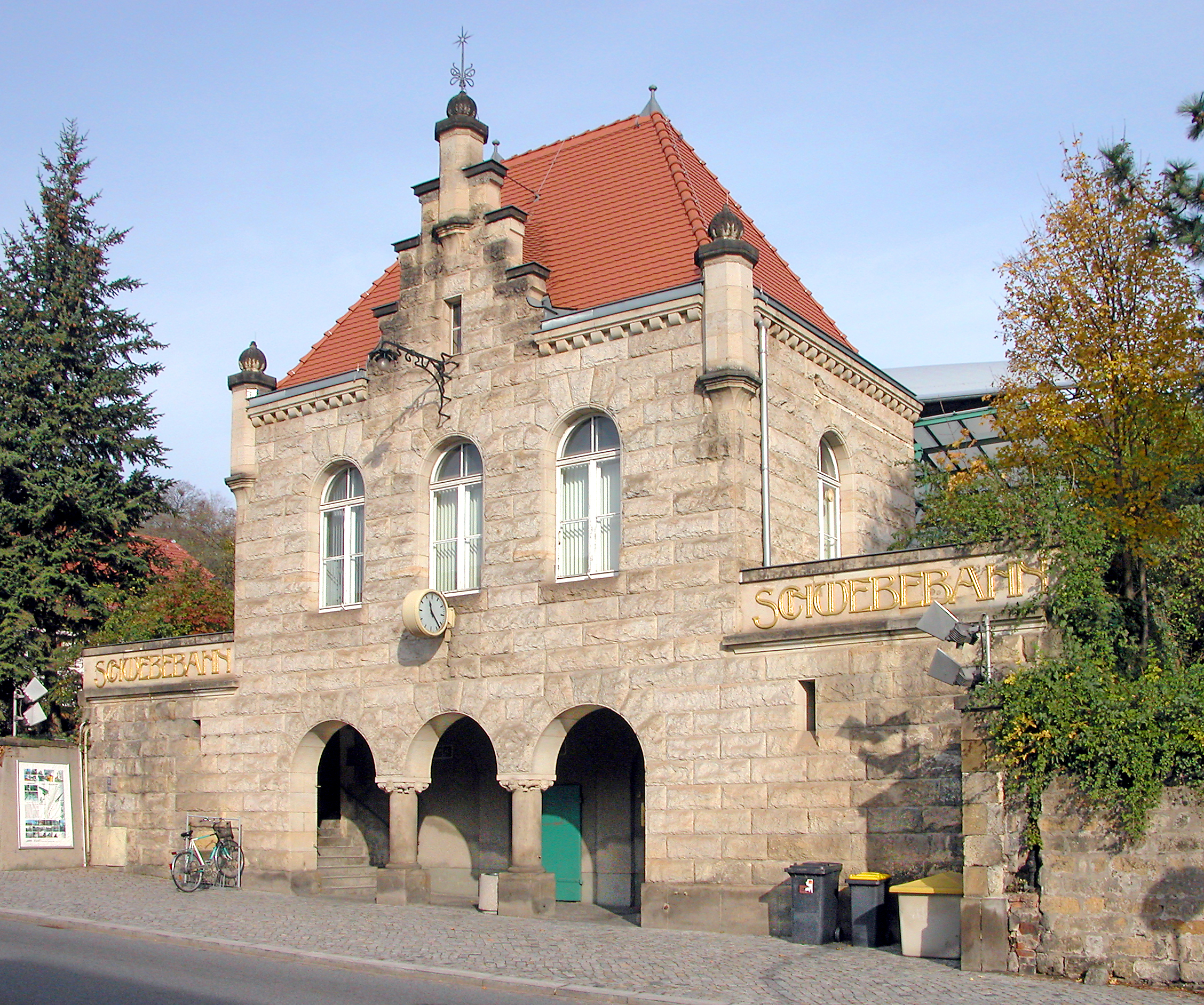
Talstation Körnerplatz
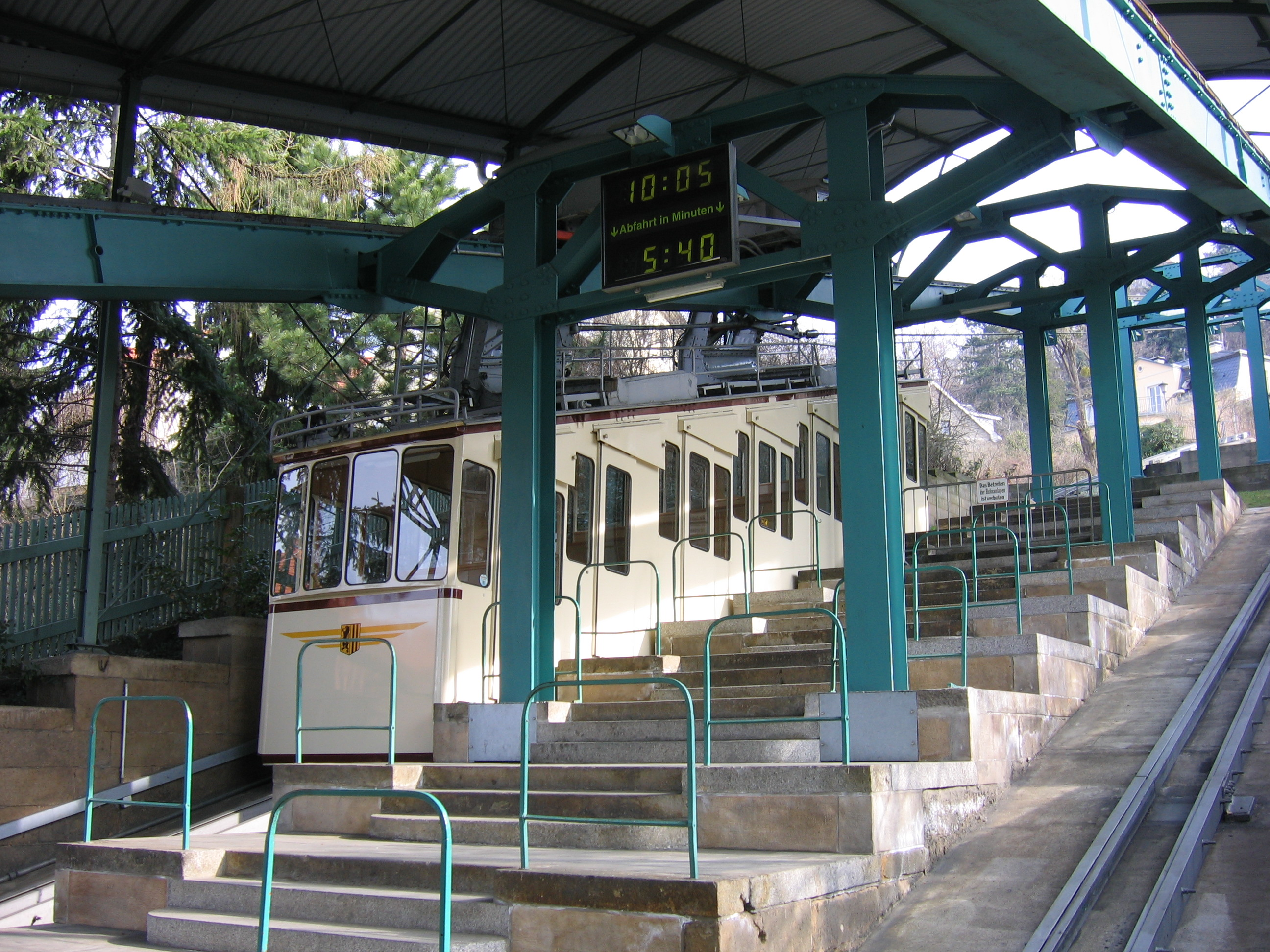
Einfahrt in die Talstation
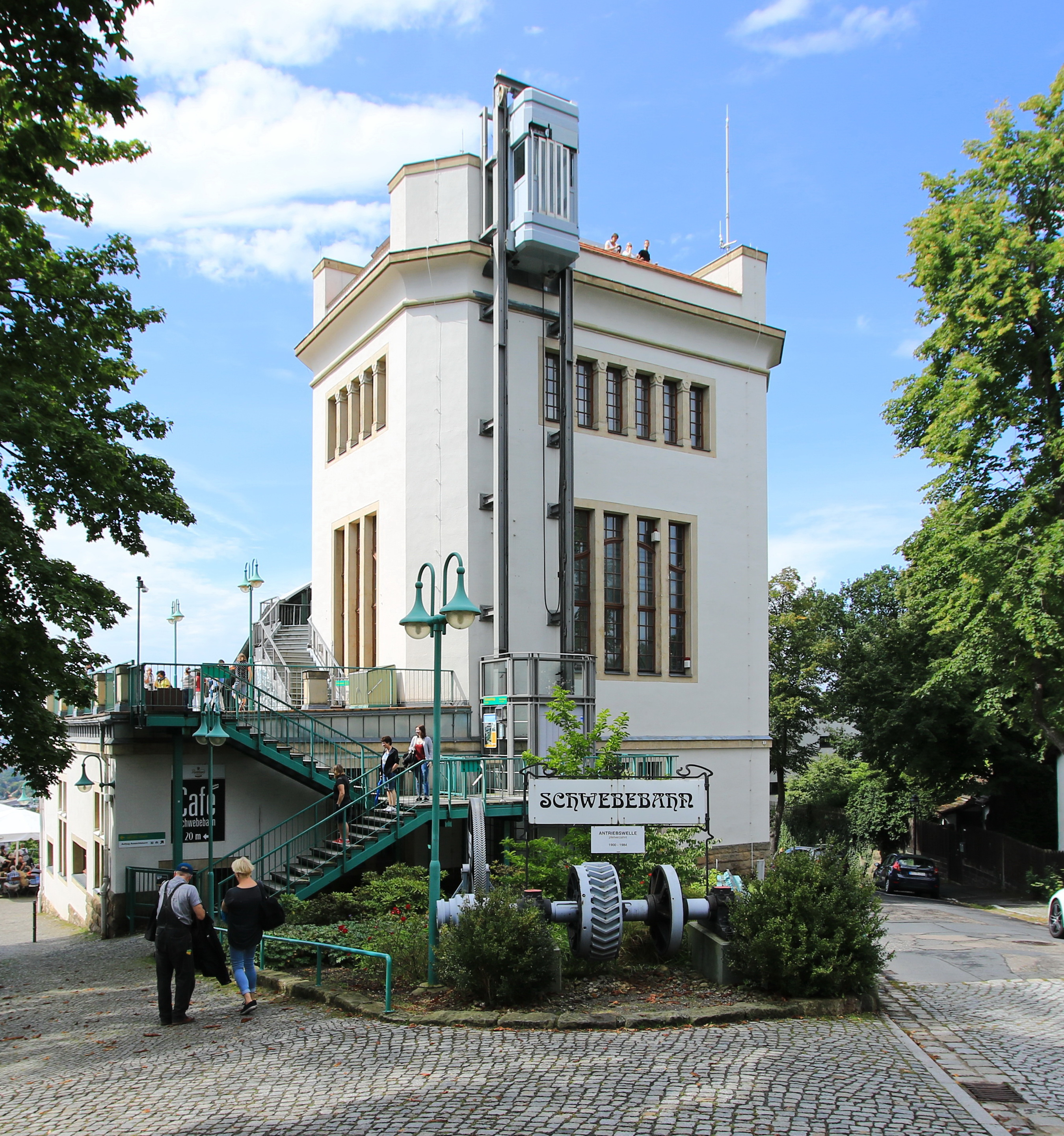
Bergstation Oberloschwitz mit Aussichtsplattform
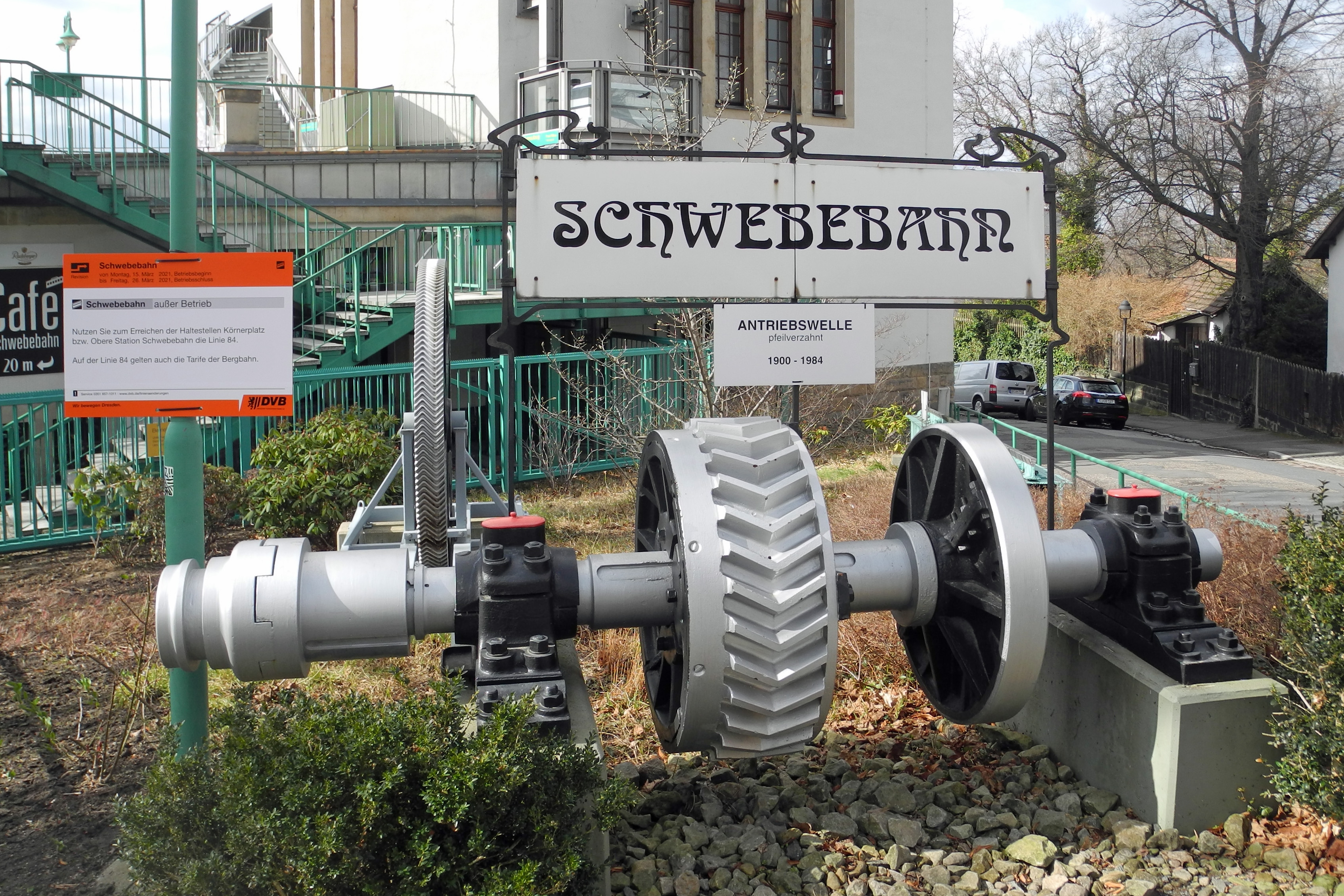
Historische Antriebswelle und Schild im Jugendstil
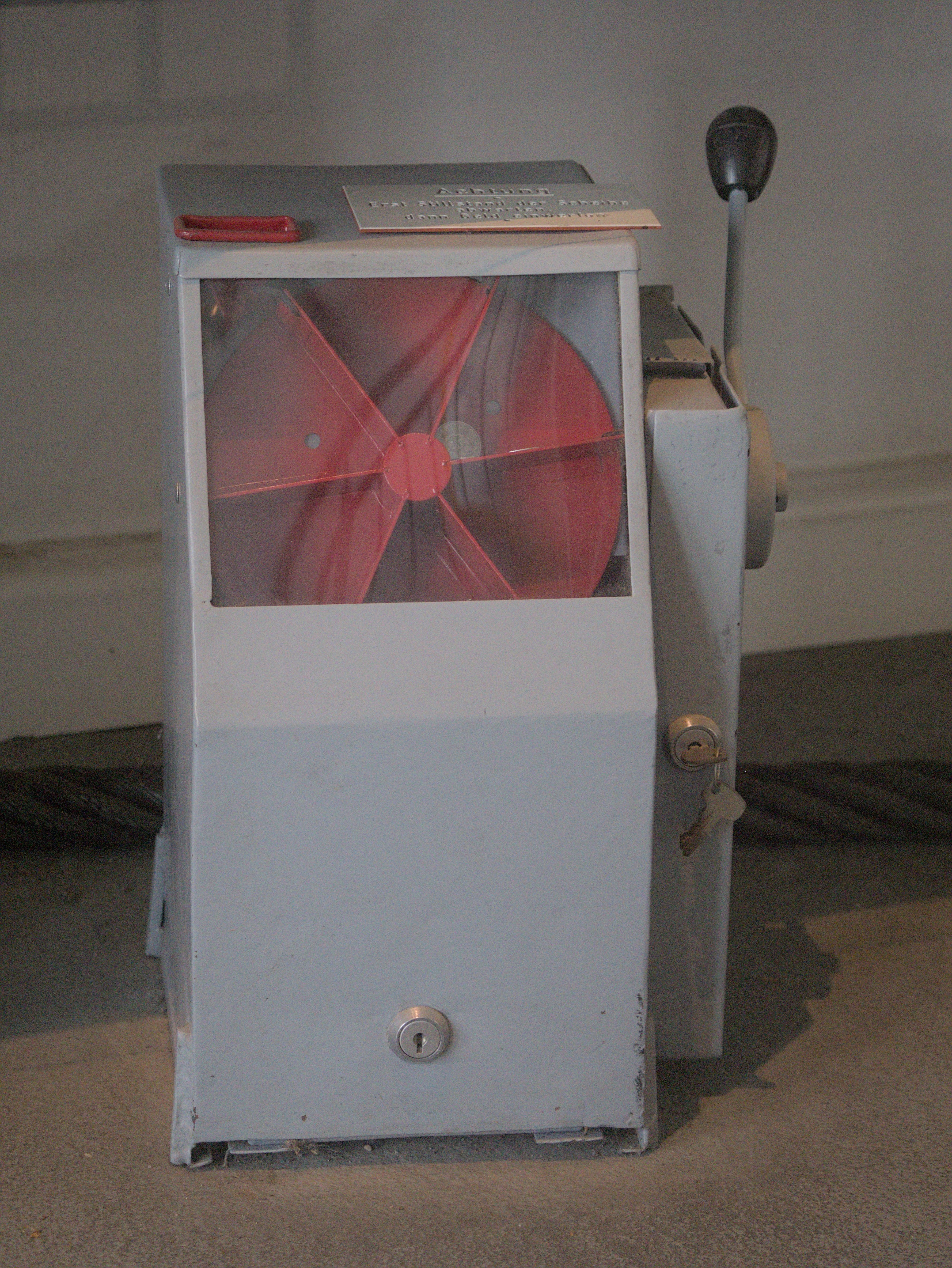
Früher an Tal- und Bergstation installierte Zahlbox

## Fahrbetriebsmittel
Die Fahrzeuge der Schwebebahn verfügten von Beginn an über stählerne Wagenkästen, je zwei einrädrige Laufwerke, sowie eine Zangenbremse und Notbremse bei Seilriss. Sie sind als Abteilwagen mit je fünf Abteilen ausgeführt, diese sind entsprechend der Steigung abgestuft und nur von außen zugänglich. Ferner verfügten die Wagen anfangs über Außenkörbe für die Beförderung von Sperrgut. Ursprünglich waren zwei Hauptwagen und zwei Nebenwagen vorhanden. Erstere wurden im Laufe der Jahre umfangreich umgebaut, darunter fielen auch die Plattformverglasungen, letztere 1937 ausgemustert. Die heute verwendeten Wagen gingen 1991 in Betrieb. 

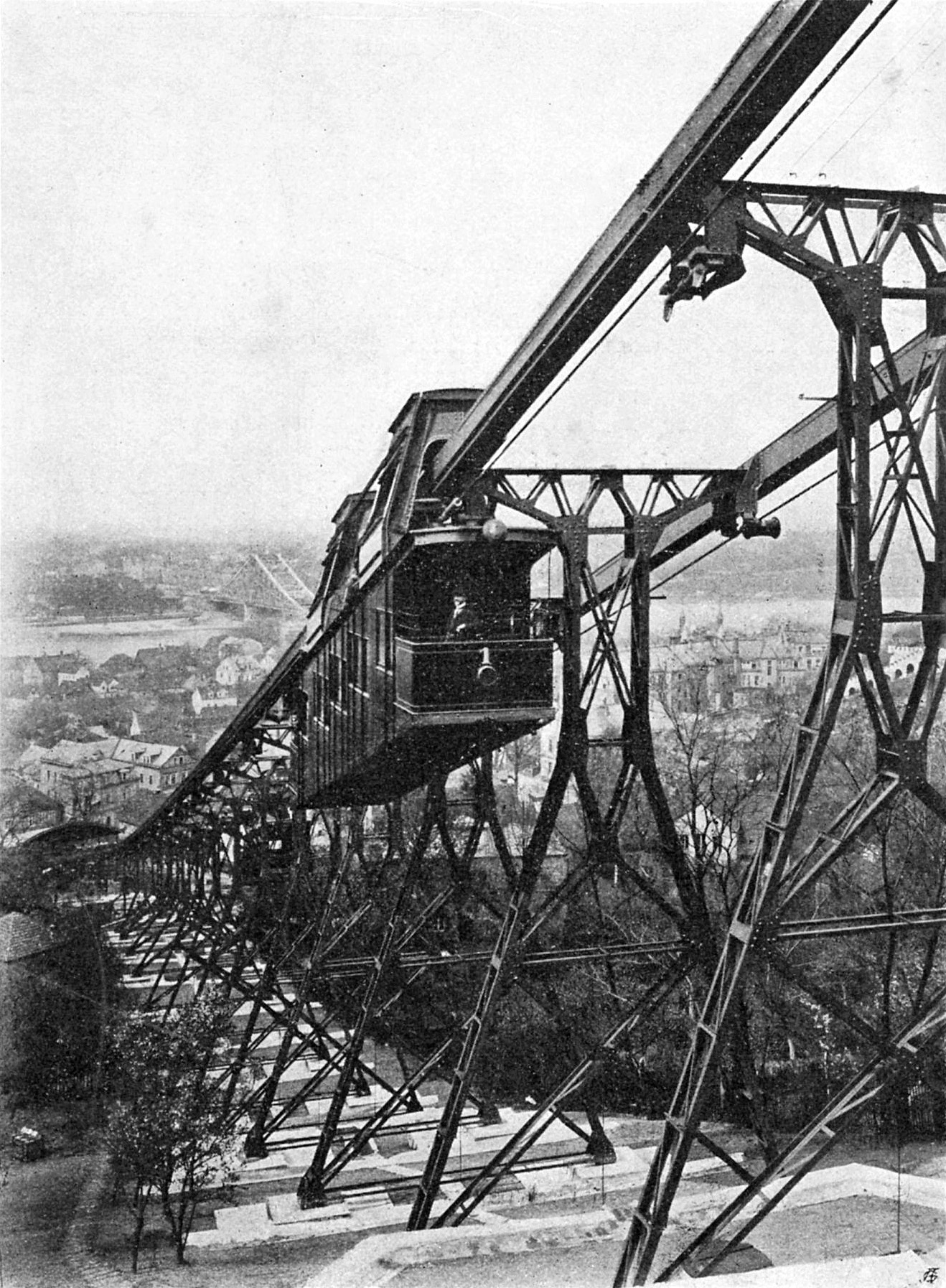
Wagen im Ursprungszustand um 1902
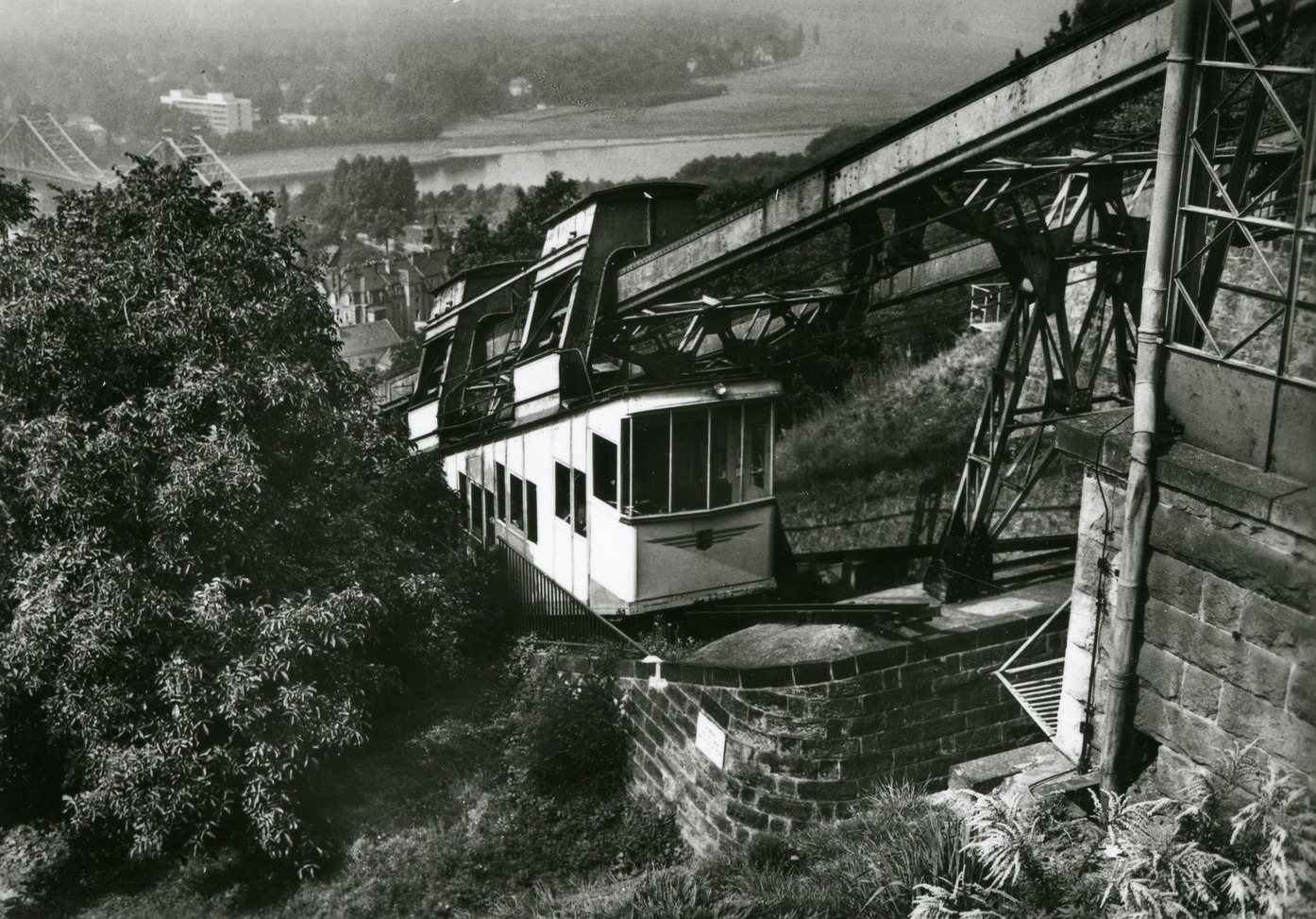
Modernisierter Wagen im Jahr 1984
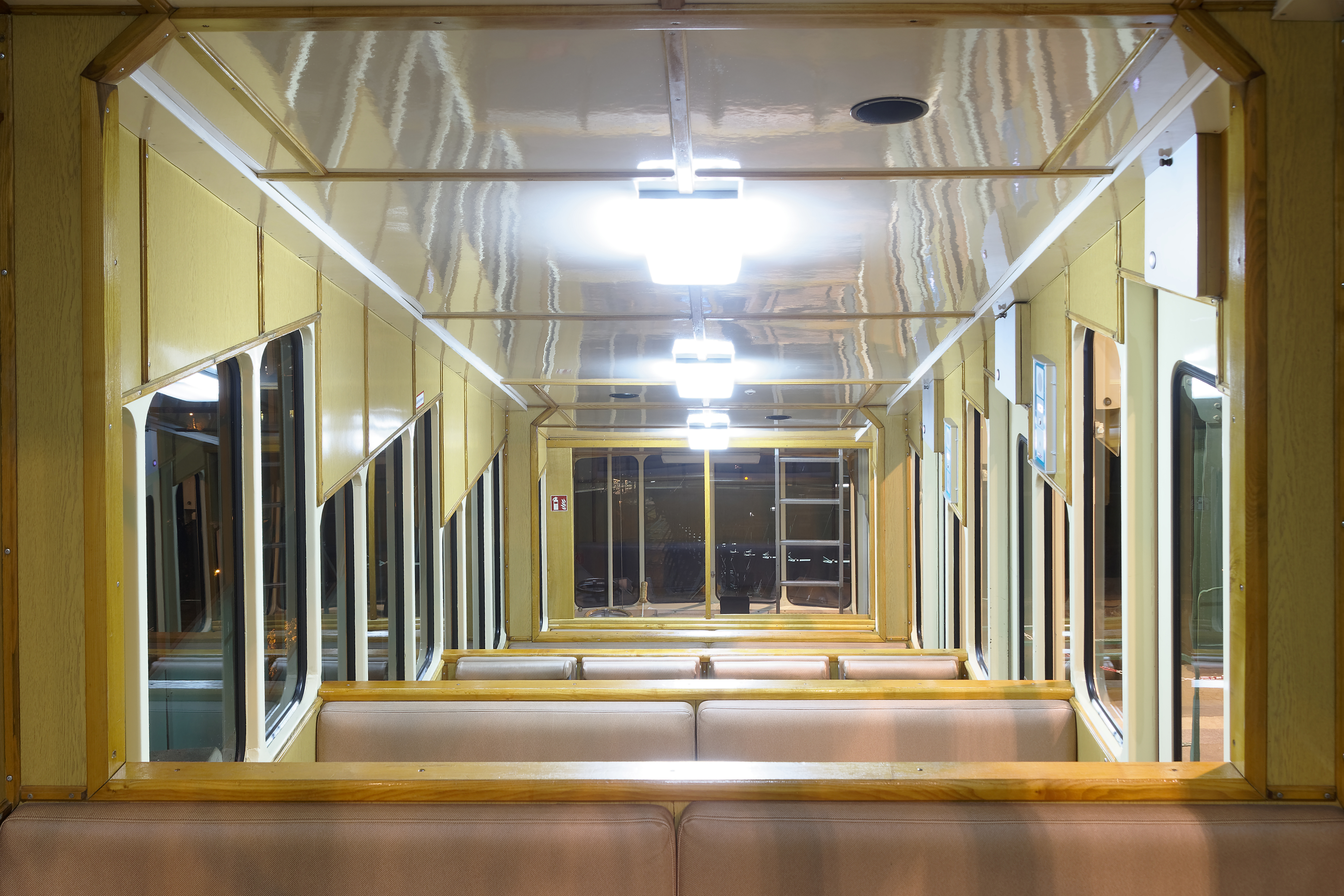
Innenraum

## Fahrplan
1986 wies die Schwebebahn eine Fahrzeit von drei Minuten auf und fuhr regulär im Zehn-Minuten-Takt, wobei der Fahrplan in den Hauptverkehrszeiten verdichtet werden konnte. Als Fahrer fungierte damals der Maschinist in der Bergstation, beide Wagen waren mit jeweils einem Zugbegleiter besetzt. Heute beträgt die Fahrzeit viereinhalb Minuten, beide Wagen sind unbesetzt. Die Bahn ist täglich von 10:00 Uhr bis 18:00 Uhr in Betrieb, im Sommerfahrplan zwischen April und Oktober von 9:30 Uhr bis 20:00 Uhr. Zweimal im Jahr finden verpflichtende Revisionen statt, bei denen die Schwebebahn für jeweils ein bis zwei Wochen außer Betrieb ist.